# أحمد المهدي
أحمد المهدي مخرج مصري

## حياته ومشواره المهني
والده مدير التصوير «ضياء الدين المهدي» الذي قام بالعمل في العديد من الأفلام المصرية الكلاسيكية القديمة،، حاصل على شهادة في الإخراج السينمائي أخرج العديد من الأعمال والأغاني المصورة

## أعماله

### في السينما والتلفزيون
- (2013): مسلسليكو (فوازير) [2]
- (2012): عروسة البحر (مسلسل كارتون)
- (2008): بحر النجوم (فيلم)
- (2006): جراج (سيت كوم)

### فيديو كليب
أخرج العديد من الأغاني المصورة لعدة فنانين:-
| الفنان                                | الأغنية المصورة      |
| ------------------------------------- | -------------------- |
| أنغام                                 | سيدي وصالك           |
| أنغام                                 | عمري معاك            |
| أنغام                                 | كل ما نقرب           |
| أنغام                                 | مابتعلمش             |
| أنغام                                 | نص الدنيا            |
| خالد عجاج                             | حقيقة واحدة          |
| خالد عجاج                             | ولا مرة              |
| حسين الجسمي                           | يا صغر الفرح في قلبي |
| حسين الجسمي                           | بودعك                |
| مايا نصري                             | لو كان لك قلب        |
| مايا نصري                             | جاي الوقت            |
| باسكال مشعلاني                        | صعبة أعيش من دونك    |
| باسكال مشعلاني                        | روحي انت             |
| صابر الرباعي                          | مالي و مال الناس     |
| صابر الرباعي                          | يسعدلي هالطلّة        |
| محمد الكيلاني                         | تغيب تاني            |
| محمد الكيلاني                         | قلبي على ايدي        |
| آمال ماهر                             | طوبة فوق طوبة        |
| آمال ماهر                             | يا مصر               |
| محمد منير                             | غنوا لمصر            |
| محمد منير                             | في حب مصر            |
| روبي                                  | يا الرموش            |
| هاني شاكر                             | لسه بتسألي           |
| أمل حجازي                             | زمان                 |
| مدحت صالح                             | جاي على نفسك ليه     |
| أيمن الأعتر                           | هلبا                 |
| ذكرى                                  | يوم عليك             |
| سميرة سعيد                            | كلنا إنسان           |
| هشام عباس                             | رمضان                |
| شيرين عبد الوهاب                      | ماشربتش من نيلها     |
| مروان خوري ونهال نبيل                 | كل العرب             |
| محمود العسيلي ومي سليم ومحمد الكيلاني | أكيد في مصر          |

## وفاته
توفى يوم الأربعاء الثالث والعشرين من يونيو 2021 بعد صراع مع مرض السرطان وشيع جثمانه في المسجد الحصري بمدينة السادس من أكتوبر في القاهرة